# Нова Лаговиця
Нова Лаговиця (пол. Nowa Łagowica) — село в Польщі, у гміні Іваніська Опатовського повіту Свентокшиського воєводства.
Населення — 46 осіб (2011).
У 1975-1998 роках село належало до Тарнобжезького воєводства.

## Демографія
Демографічна структура на день 31 березня 2011 року:
|          | Загалом | Допрацездатний вік | Працездатний вік | Постпрацездатний вік |
| -------- | ------- | ------------------ | ---------------- | -------------------- |
| Чоловіки | 22      | 5                  | 14               | 3                    |
| Жінки    | 24      | 6                  | 11               | 7                    |
| Разом    | 46      | 11                 | 25               | 10                   |